# Stereossauro
Tiago Norte (Caldas da Rainha, 12 de Agosto de 1978), mais conhecido pelo seu nome artístico Stereossauro, é um produtor musical e DJ português. Enquanto metade dos Beatbombers, foi bicampeão mundial de scratch/gira-disquismo.

## Biografia
Tiago Norte nasceu a 12 de agosto de 1978, em Caldas da Rainha, cidade onde cresceu. Formou-se em Design e Artes Plásticas, e exerceu atividade nessa área.
Comprou o seu primeiro gira-discos no Porto. Depois de ter conhecido DJ Ride, começaram a trabalhar juntos, e formaram a dupla Beatbombers em 2003.
Enquanto metade dos Beatbombers, venceu os campeonatos mundiais IDA de DJing na categoria de "Show" em 2011 e 2016. A dupla também se sagrou vice-campeã mundial nos campeonatos da DMC em 2015 e 2016. Em 2024 Stereossauro volta a ser campeão mundial da DMC em Paris. Stereossauro depois de vencer o campeonato da DMC em 2024 é convidado para ser júri permanente.
Estreou-se nos trabalhos a solo em 2014. Bombas em Bombos saiu pelo selo da NOS Discos.
Em 2018, a sua remistura de "Verdes Anos", tema original de Carlos Paredes, foi escolhida como tema oficial do Festival Eurovisão da Canção, que se realizou em Lisboa nesse ano. A dupla interpretou o tema na abertura da cerimónia final.
O regresso aos discos a solo deu-se no ano seguinte, com a edição de Bairro da Ponte. O álbum incluía samples de Amália Rodrigues e vários convidados ligados ao fado, tais como Ana Moura, Camané, Carlos do Carmo e Gisela João. O alinhamento final do disco contou também com a participação de vários nomes ligados ao hip-hop tuga, bem como a outros géneros de pop contemporânea portuguesa, como Ace (Mind da Gap), Capicua, Dino D'Santiago, Paulo de Carvalho ou Rui Reininho, entre outros.
Em 2021, o artista lançou um novo trabalho: o duplo LP Desghosts & Arrayolos. Este trabalho voltou a ter um longa lista de convidados que, pela primeira vez, colocou Stereossauro ao lado de nomes mais ligados à pop comercial, como Ana Bacalhau, Áurea ou João Pedro Pais, entre outros. No entanto, o álbum voltou a incorporar o fado e o hip-hop na sua matriz. O disco valeu-lhe uma nomeação para os Prémios Play em 2021, nas categorias de Canção do Ano e de Melhor Videoclipe, com o tema "A Noite" (com Marisa Liz e Carlão).
Ainda em 2021, foi um dos autores convidados do Festival RTP da Canção, compondo "Claro Como Água", tema com letra e interpretação de mema.
Intitulado Tristana, o seu quarto registo a solo saiu em 2023.

## Som e influências
Em termos técnicos, o trabalho musical de Stereossauro desenvolveu-se ancorado na música eletrónica e no hip-hop, em boa parte graças ao sampling, destacando-se pelo cruzamento destes géneros contemporâneos com o fado e outros elementos da música portuguesa. Além de Carlos Paredes e de Amália Rodrigues, o artista também remisturou a obra de José Afonso, bem como temas de Sérgio Godinho e Gisela João.

## Discografia
- Bombas em Bombos (2014)
- Bairro da Ponte (2019)
- Desghosts & Arrayolos (2021)
- Tristana (2023)
- +351 (2024)[31]